# Piedicorte di Gaggio
Piedicorte di Gaggio (in francese Piedicorte-di-Gaggio, in corso Pedicorti di Gaghju) è un comune francese di 122 abitanti situato nel dipartimento dell'Alta Corsica nella regione della Corsica.

## Società

### Evoluzione demografica
Abitanti censiti